# 植村環
植村 環（うえむら たまき、1890年8月24日 - 1982年5月26日）は、日本で2番目の女性の牧師で、婦人運動家である。戦後再建された日本キリスト教会の指導者でもある。

## 生涯

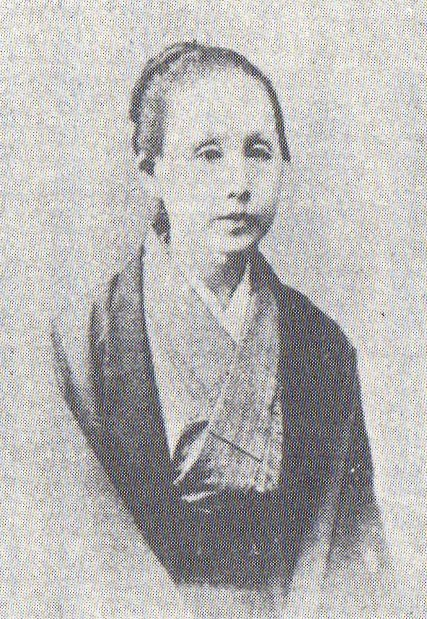
植村環の母季野

1890年（明治23年）、日本基督教会の指導者植村正久・季野夫妻の三女として、東京市麹町区で生まれる。クリスチャン実業家渡辺荘の長女渡辺貞子と1年近く早天祈祷を続け、1905年（明治38年）に富士見町教会で正久より洗礼を受けた。1910年に女子学院専門部を卒業し、1911年に医師になるために渡米した。途中で哲学に転向し、1915年（大正4年）6月にウェルズリー大学を卒業して帰国した。帰国後は津田英学塾、女子学院の教師をつとめた。また、1915年（大正4年）からの1年半、漢学塾二松學舍（現在の二松學舍大学）にて三島中州から論語、大学、中庸を学んだ。
1918年4月24日に川戸州三と結婚した。翌1919年、5月13日に長女が誕生し、6月15日に夫が35歳で死去し、11月6日に長男が誕生した。長男は1923年4月に小児麻痺になり、同年10月3日に死去する。
1920年（大正9年）に米国ハートフォードに留学中の妹恵子が客死したことと、1925年（大正14年）の父・正久の死をきっかけに、伝道師になる決意をする。1925年9月に英国に渡りスコットランドのエディンバラ大学ニューカレッジ（神学部）で学び、1929年に帰国した。

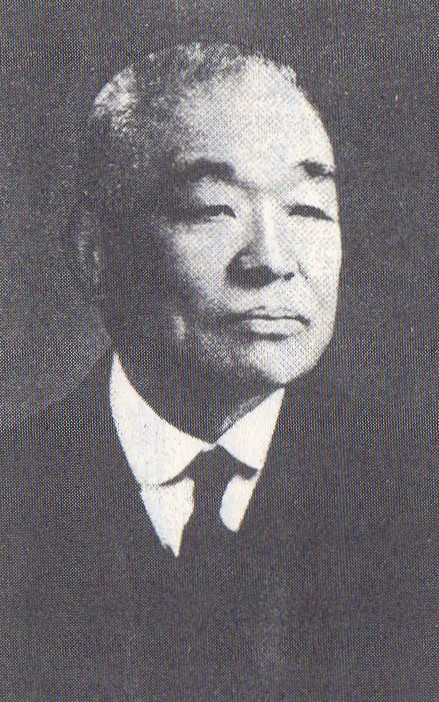
1925年に急死した父正久

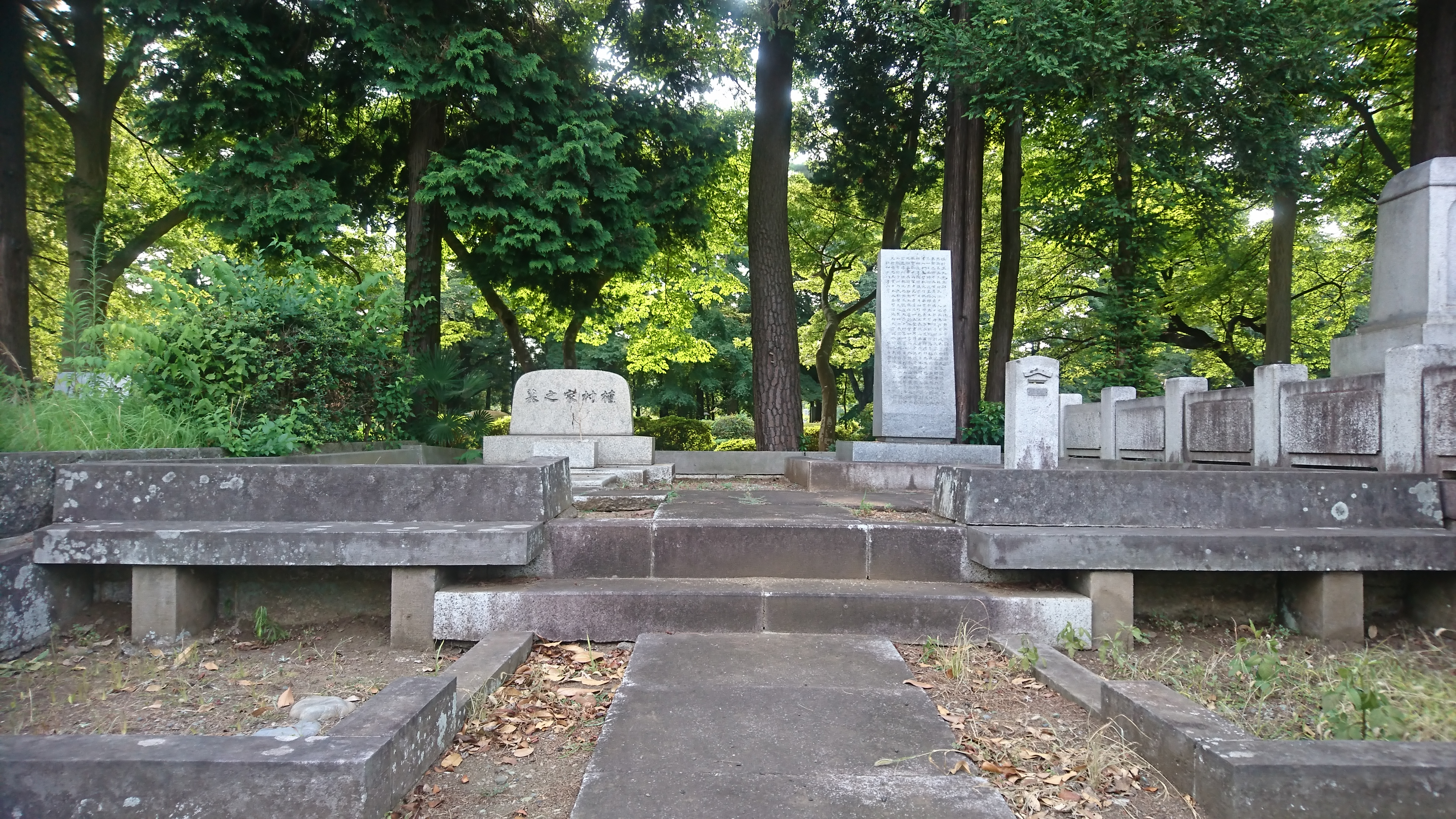
多磨霊園にある植村家の墓

1930年（昭和5年）9月より、東京女子大学、日本神学校、東京聖経女学院の講師として教育に従事しながら、1930年4月に日本基督教会東京中会で教師試補の准允を受ける。
1930年（昭和5年）10月、東京淀橋柏木の自宅で伝道を開始し、1931年（昭和6年）柏木伝道教会を設立した。1934年（昭和9年）に日本基督教会東京中会で、富田満の動議により、日本で2番目の女性牧師となる。
1937年（昭和12年）10月、柏木教会建設式と同時に、牧師就職式が行われた。
1937年から、1938年（昭和13年）まで、台湾総督府が行ったキリスト教主義学校弾圧に抵抗運動を起こした。そして、台南長老教女学校（現・台南市私立長栄女子高級中学）の校長をつとめた。
1937年（昭和12年）に日本YWCA会長に就任して、今日のYWCAの土台を形成した。1938年から1951年まで、世界YWCAの副会長をつとめる。後に、日本YWCAの名誉会長になる。戦災で柏木教会は焼失する。
戦後すぐに、昭和天皇と香淳皇后にハリー・S・トルーマン大統領へのメッセージを託される。
1946年（昭和21年）4月30日、北米長老教会婦人大会への参加招請があり、民間人としては戦後初の渡米を果たしてトルーマン大統領に講演を行う。帰国後、皇后に聖書を毎週講義して、さらに1947年（昭和22年）に戦災で焼失した柏木教会堂を再建した。
1950年（昭和25年）4月26日、皇居に招かれて香淳皇后に聖書について進講する。昭和天皇も同席した。同年11月11日に平塚らいてうらとともにアメリカのCIAのアレン・ウェルシュ・ダレス長官に全面講和を要請した。1955年、下中弥三郎、前田多門、茅誠司、湯川秀樹、平塚らいてう、上代たのとともに世界平和アピール七人委員会を結成して、婦人運動家としても活躍した。
1951年5月（昭和26年）、小野村林蔵ら植村正久の薫陶を受けた牧師たちの主導の下に、42の教会が日本基督教団を離脱して、日本キリスト教会（当時の名称は、日本基督教会）を設立する。これが通称新日基である。植村と柏木教会は同年7月に東京中会に加入する。1973年に牧師を引退するまで、日本基督教会の指導的教職として活躍する。
1973年（昭和48年）体力の衰えを理由に牧師引退。

## 人物
- 彼女は、連合国軍占領下で国内婦女子への強姦事件が絶えなかった情勢において『婦人公論』（1952年5月号）で「アメリカの寛大な統治を悦び、感謝しており」とする一方で、米兵から殺害を含む過酷な扱いを受けていた慰安婦たちに「卑しい業を廃めさせる」よう要求[6]したり、「パンパン」を「大方は積極的に外人を追いかけて歩き、ダニのように食いついて離れぬ種類の婦人」と述べたり、「あんなに悪性のパンパンに対しては、白人の方だって、あの位の乱暴は働きたくなりますさ」などと語る[7]など、売春問題を買う男ではなく売る女性の方を問題としていた[8]。

## 著書
- 『来たれ往け』
- 『朝の光土より』
- 自伝『私の歩んだ道』
- 『植村環著作集』